# (3656) Hemingway
(3656) Hemingway (1978 QX) – planetoida z pasa głównego asteroid okrążająca Słońce w ciągu 3,27 lat w średniej odległości 2,2 au Odkrył ją Nikołaj Czernych 31 sierpnia 1978 roku.